# The Simpsons: Bart vs. the World
The Simpsons: Bart vs. the World är ett TV-spel lanserat 1991 och 1992 till NES, Game Boy, Sega Master System och Game Gear, och 1993 till Commodore Amiga. Det var utvecklat av Imagineering och publicerat av Acclaim.

## Handling
Familjen Simpsons vinner en skattjakt runt jorden på clownen Krusty's show, och jakten går genom Kina, Nordpolen, Egypten och Hollywood.
Men tävlingen är egentligen bara en handling av Mr. Burns för att bli av med dem för allt trubbel de har orsakat över åren. Hans plan är att skicka agenter för att ta hand om dem under resan.
Bart Simpson reser igenom en rad olika verkliga städer och samlar ihop föremål.

## Speluppbyggnad
Spelet är ett plattformsspel med en rad olika genrer.
Spelet innehåller bland annat skateboarding, ett kortspel, och pussel-liknande spel, vilket gör att det liknar ett arkadspel. Dock är alla spel relaterade till serien The Simpsons.

### Fotnoter
1. 1 2  ”The Simpsons: Bart vs. the World”. NES DB. 26 februari 1988. Arkiverad från originalet den 11 mars 2015. https://web.archive.org/web/20150311182654/http://www.nesdb.se/game_more.php?id=1319&rid=1. Läst 25 april 2014.